# Парадайс (Калифорния)
Парадайс (англ. Paradise) — город в округе Бьютт в штате Калифорния в Соединённых Штатах Америки, почти полностью уничтоженный сильным пожаром в ноябре 2018 года.
Согласно данным переписи населения США, проведённой в 2020 году, число жителей города составляло 4764 человек, что, для такого небольшого населённого пункта, критично меньше (−81.8%), чем было во время предыдущей переписи прошедшей в 2010 году (26 218 человек).

## География
Парадайс расположен примерно в 540 метрах над уровнем моря в 10 милях (16 км) к востоку от города Чико и в 85 милях (137 км) к северу от Сакраменто.

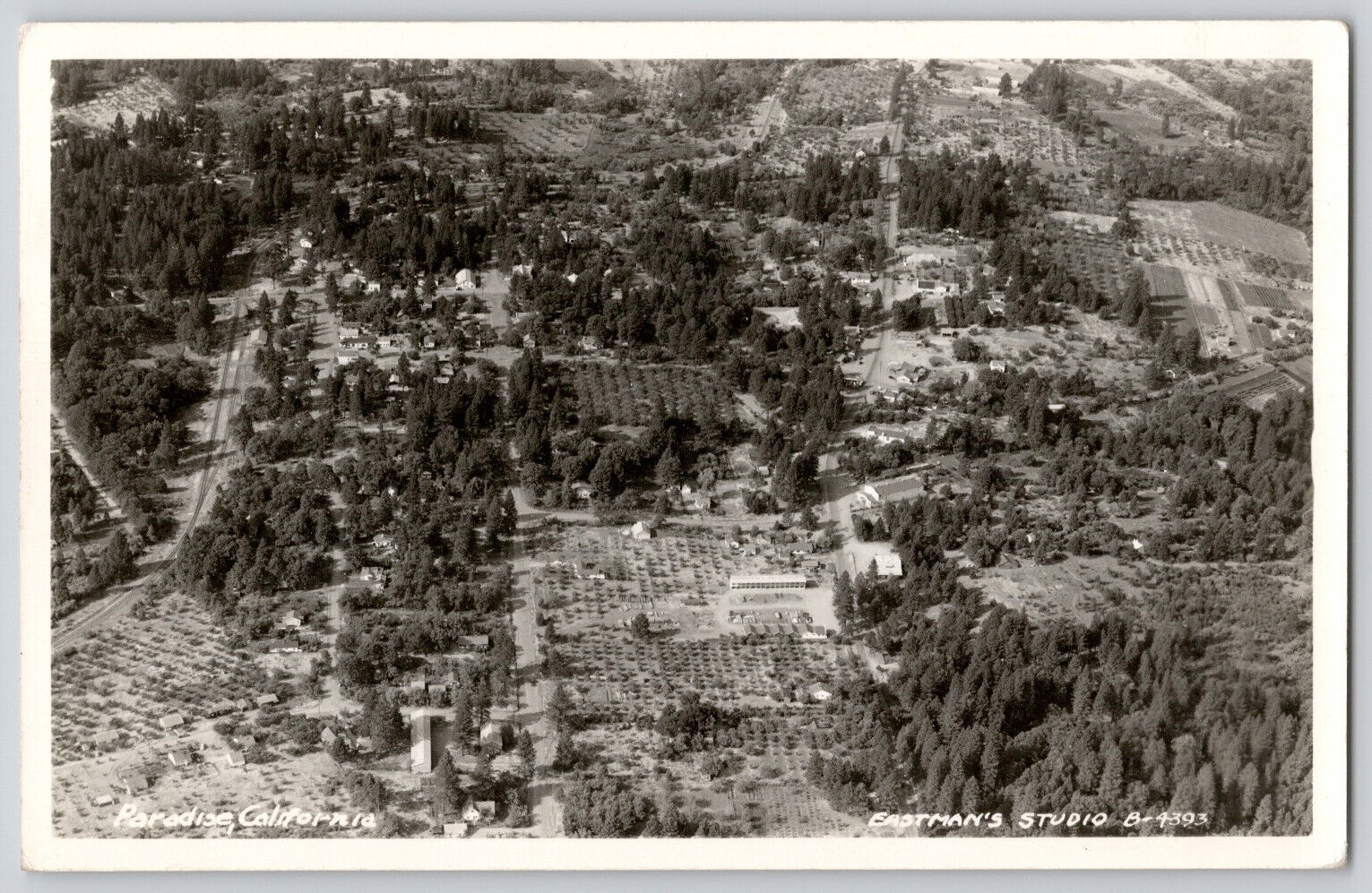
Парадайс в 1950-е

Город раскинулся на широком хребте между глубокими каньонами, образованными западным рукавом реки Фетер на востоке и ручьем Бьютт-Крик на западе. Район города простирается на север, задевая некорпоративный город Магалия, а также сообщество Стерлинг-Сити, в одиннадцати милях (18 км) к северу.
Согласно данным Бюро переписи населения США, общая площадь города составляет 18,3 квадратных мили (47 км2); более 99% этой территории приходится на сушу.

## Климат
Согласно данным представленным Национальной метеорологической службой США в районе, охватывающем Парадайс, преимущественно жаркий летний средиземноморский климат, который по системе классификации климатов Кёппена сокращённо обозначается аббревиатурой «Csa» на климатических картах. Для города характерны жаркое сухое лето и прохладная дождливая зима.

## История
В прошлом сообщество было известно под четырьмя разными названиями и написаниями: Leonards Mill, Poverty Ridge, Pair-O-Dice и Paradice. Происхождение нынешнего названия «Paradise» (буквально — «рай») доподлинно неизвестно. По одной версии оно появилось в рекламной брошюре акцентировавшей внимание на наличие в городе легкомысленного заведения Pair o' Dice Saloon, обещавшего «рай» всякому посетителю, но некоторые горожане считают эту версию неверной и даже оскорбительной; они настаивают, что название город получил за красоту окружающей природы. Впрочем, ни одна гипотеза не нашла научно-исторического подтверждения и все эти разговоры являются городскими легендами.

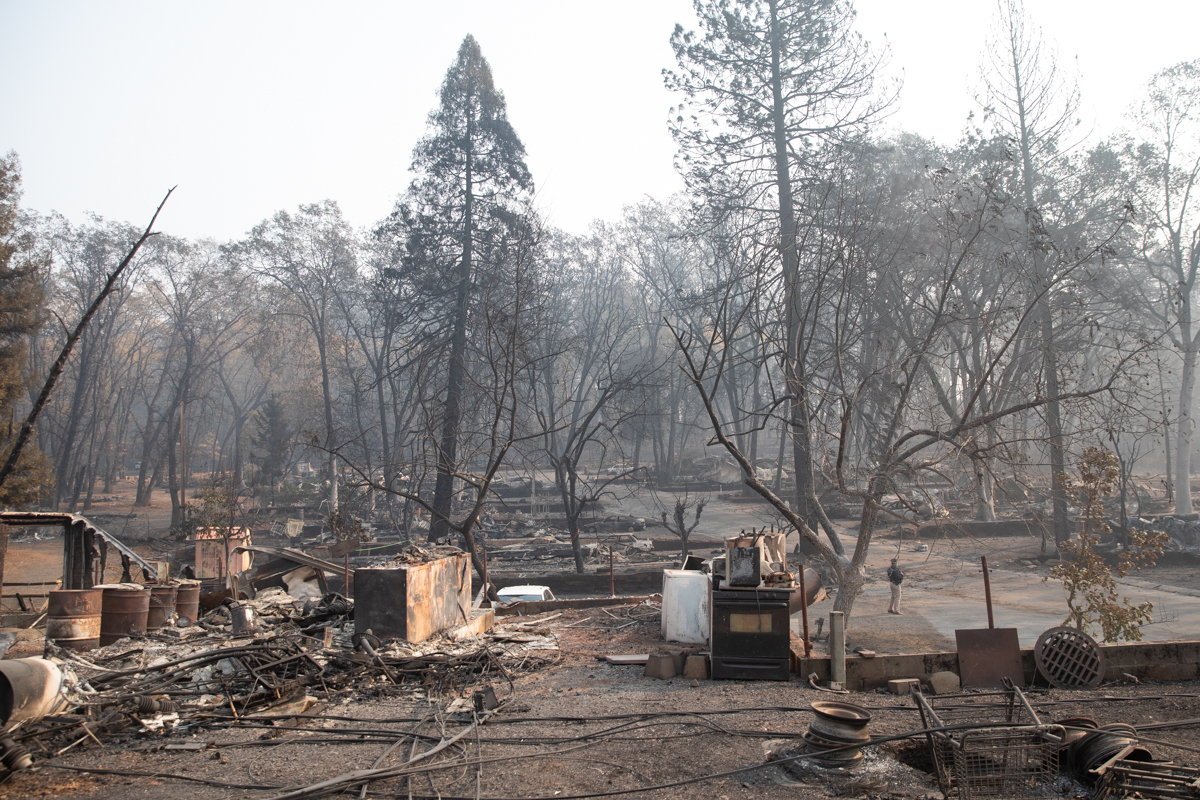
Последствия Пожар в Калифорнии (2018)

Первое почтовое отделение было открыто в Парадайсе в 1877 году. Оно закрылось на некоторое время в 1911 году, но было восстановлено позже в том же году, когда закрылось почтовое отделение в Орлоффе.
27 ноября 1979 года поселение было инкорпорировано и включено в реестр штата Калифорния, благодаря чему некорпоративное сообщество Парадайс официально получило статус города («Сity of» / «Town of»).
В ноябре 2018 года сильный пожар уничтожил большую часть города и большинство жителей вынуждены были его покинуть. Однако постепенно жизнь стала приходит в норму и с период с 2020 по 2024 год население города увеличилось на рекордные 91,3%.